# رنگاماتی
رنگاماتی (به لاتین: Rangamati) یک منطقهٔ مسکونی در بنگلادش است که در ناحیه رنگماتی هیل واقع شده‌است. رنگاماتی ۱۴ متر بالاتر از سطح دریا واقع شده‌است.